# Las oscuras primaveras
Las oscuras primaverasés una pel·lícula de l'any 2014 dirigida per Ernesto Contreras i protagonitzada per José María Yazpik, Irene Azuela i Cecilia Suárez.

## Sinopsi
Igor (José María Yazpik) i Flora (Cecilia Suarez) són una parella disfuncional, té molts problemes ja que no poden ser pares, Igor coneix a Pina es desitgen profundament però no són lliures, ell és casat i ella té un fill. Ella decidirà fer-li una disfressa de lleó al seu petit fill. Ell decidirà comprar una fotocopiadora per a la seva dona. La primavera arribarà a alliberar-los, omplint les seves vides de passió i culpa.

## Repartiment
- José María Yazpik - Igor
- Irene Azuela - Pina
- Cecilia Suárez - Flora
- Hayden Meyenberg - Lorenzo
- Flavio Medina - Sandro
- Margarita Sanz - María
- Fernando Becerril - Sr. Valdez
- Mariana Burelli - Maribel
- Armando Hernández - Vendedor
- Enrique Rangel - Prof. Moncada

## Justificació de la pel·lícula
En iniciar la realització de la cinta, el director Ernesto Contreras tenia la idea de crear una pel·lícula per a adults amb la intenció d'explorar els camins de la infidelitat i l'engany, fruit de les relacions monòtones i avorrides en les quals es va perdent amb el temps l'amor entre la parella. La pel·lícula plasma les conseqüències de la desesperació i les males relacions en el matrimoni i com el desig pot ser més fort que l'amor a vegades. Inverteix el valor de la primavera i revela el seu costat fosc. La història es desenvolupa a Ciutat de Mèxic, un lloc on no hi ha quatre estacions pel que el títol remet a la condició humana.

## Premis
Fou projectada per primer cop el 21 d'octubre de 2014 al Festival Internacional de Cinema de Morelia, on fou nominada a la millor pel·lícula, Al Festival de Cinema de Miami va guanyar el Gran Premi del Jurat i el premi a la millor actuació de conjunt. En la LVII edició dels Premis Ariel va guanyar tres premis: millor edició, millor so i millor banda sonora, mentre que fou nominada a millor pel·lícula, director, actriu, coactuació femenina i fotografia.